# 思睿邏輯

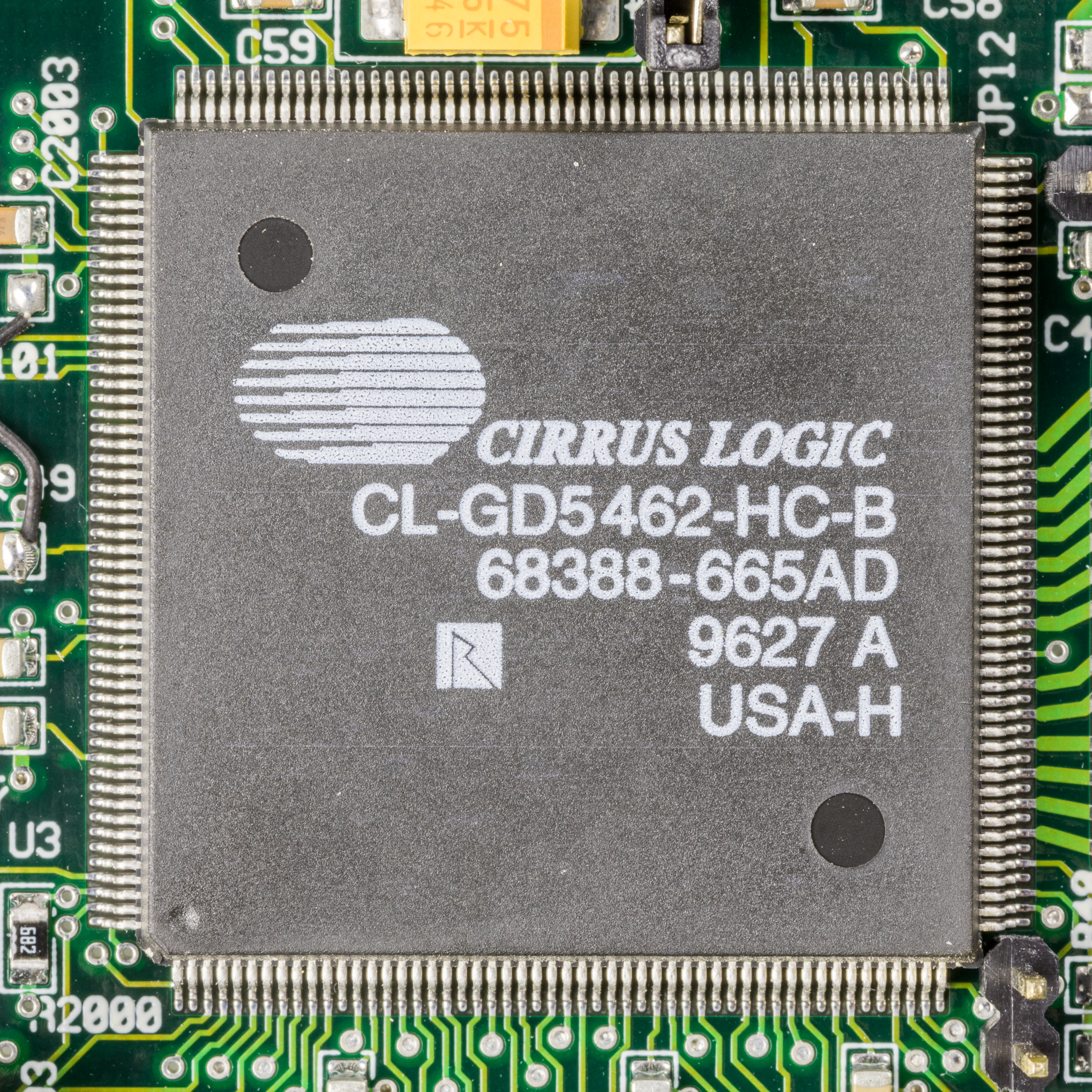
CL-GD5462

思睿邏輯（英語：Cirrus Logic），又稱凌雲邏輯，是一家無晶圓廠半導體供應商，專門研究類比、混和訊號和音頻數位訊號處理集成電路，總部位於德克薩斯州的奧斯汀。
思睿邏輯的音頻處理器和音頻轉換器主要用於音頻和消費娛樂產品，包括智能手机、平板电脑、数字耳机、汽车娱乐系统、家庭影院接收器和智能扬声器等智能家居应用程序。该公司拥有超过3,200名客户，包括福特汽車、哈曼國際工業、LG集團、聯想電腦、摩托罗拉、Panasonic、三星電子、索尼、蘋果電腦和Vizio等。
苏哈斯·帕蒂尔博士于1981年在盐湖城成立了该公司，名为“帕蒂尔系统公司”；1984年搬到硅谷时，改名為“思睿邏輯”。
思睿邏輯已发布和待批专利超过3,500项。